# Wojciech Kowalewski
Wojciech Kowalewski (Białystok, 11 mei 1977) is een Pools voetbaldoelman.
Kowalewski speelde sinds 2002 elf keer voor Polen en was voornamelijk tweede of derde doelman bij het nationale team. Hij maakte deel uit van de selectie voor Euro 2008. 